# Når lysene tændes i Parken
"Når lysene tændes i Parken" (oprindelig titel "Stjerneskud") er en sang af den danske gruppe The Savage Rose. Sangen, der er en popsang, er skrevet af Thomas Koppel til Dansk Boldspil Unions 100 års jubilæum i 1989. Den originale titel er næsten glemt, og sangen lanceres nu under sit alternative navn. 
DR-programmet "Den gode, den onde og den virkli' sjove", lavede en satirisk version af sangen, der blev sunget af Kirsten Lehfeldt i forbindelse med Horst Wohlers blev præsenteret som dansk træner af DBU i 1990.  
| Musik | Spire Denne musikartikel er en spire som bør udbygges. Du er velkommen til at hjælpe Wikipedia ved at udvide den. |